# Ayn Ruymen

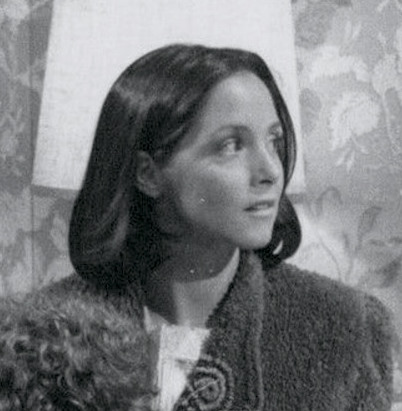
Ayn Ruymen (1977)

Ayn Ruymen (* 18. Juli 1947 in Brooklyn, New York City, New York, USA) ist eine US-amerikanische Filmschauspielerin.

## Leben und Wirken
Ayn Ruymen debütierte 1972 in Paul Bartels Spielfilmdebüt Endstation Horror in der Hauptrolle. Es folgten dann eine Vielzahl von Auftritten in TV-Serienfolgen und TV-Filmen. 1993 erschien ihr letzter Film.

## Filmografie
- 1972: Endstation Horror (Private Parts)
- 1972: Bonanza (Fernsehserie, 1 Folge)
- 1972–1974: Medical Center (Fernsehserie, 2 Folgen)
- 1973: Ghost Story (Fernsehserie, 1 Folge)
- 1973: Go Ask Alice (Fernsehfilm)
- 1973: FBI (Fernsehserie, 1 Folge)

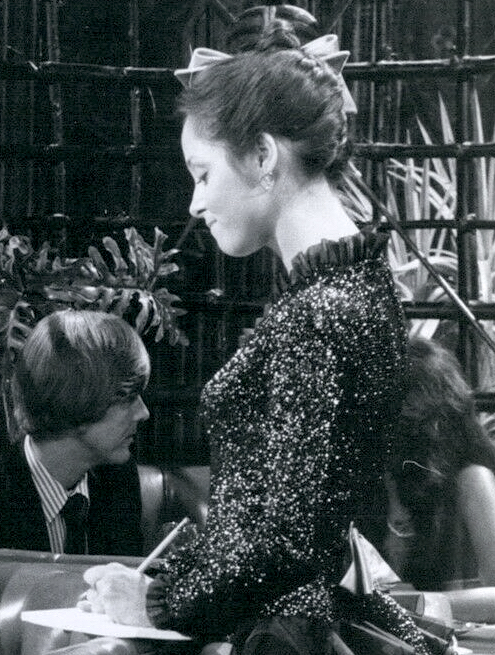
Ayn Ruymen (1977)

- Ayn Ruymen (1977)1973: Owen Marshall – Strafverteidiger (Owen Marshall, Fernsehserie, 1 Folge)
- 1973: Die Straßen von San Francisco (The Streets of San Francisco, Fernsehserie, 1 Folge)
- 1973: Ozzie’s Girls (Fernsehserie, 1 Folge)
- 1974: Tell Me Where It Hurts (Fernsehfilm)
- 1974: Hurricane (Fernsehfilm)
- 1974: Luca Tanner (Fernsehserie, 1 Folge)
- 1974: Baretta (Fernsehserie, 1 Folge)
- 1975: Cannon (Fernsehserie, 1 Folge)
- 1975: Der weiße Hai (Jaws)
- 1975: Police Story (Fernsehserie, 1 Folge)
- 1975: Die Rookies (The Rookies, Fernsehserie, 1 Folge)
- 1975: Petrocelli (Fernsehserie, 1 Folge)
- 1976: Harry O (Fernsehserie,1 Folge)
- 1976: Three Times Daley (Fernsehfilm)
- 1976: Visions (Fernsehserie, 1 Folge)
- 1976–1977: The McLean Stevenson Show (Fernsehserie, 12 Folgen)
- 1977: Hawaii Fünf-Null (Hawaii Five-O, Fernsehserie, 1 Folge)
- 1978: Richi Brockelmann, Private Eye (Fernsehserie, 1 Folge)
- 1978: Quincy (Quincy M.E., Fernsehserie, 1 Folge)
- 1981: Our Family Business (Fernsehfilm)
- 1990: Der Nachtfalke (Midnight Caller, Fernsehserie, 1 Folge)
- 1993: Feuersturm über Kalifornien (Firestorm, Fernsehfilm)